# Kurt Meisel
Pour les articles homonymes, voir Meisel.
Kurt Meisel est un acteur et réalisateur autrichien, de son nom complet Kurt Franz-Joseph Meisel, né le 18 août 1912 à Vienne (Autriche), où il meurt le 4 avril 1994.

## Biographie
Comme acteur, Kurt Meisel débute au cinéma en 1934, participant en tout à cinquante-quatre films, le dernier en 1986. S'il apparaît principalement dans des films allemands, il contribue également à des films autrichiens, deux films américains (Le Temps d'aimer et le Temps de mourir, en 1958, et Le Jour le plus long, en 1962), des coproductions, un film français (La Chatte, en 1958) et un film britannique (Le Dossier Odessa, en 1974).
À la télévision, de 1959 à 1994 (année de sa mort), il joue dans dix-sept téléfilms, cinq séries et deux feuilletons (dont le feuilleton français Les Grandes Familles, en 1989).
Comme réalisateur (après avoir été assistant-réalisateur en 1943 et 1945), on lui doit treize films et neuf téléfilms — il en est parfois également acteur —, entre 1949 et 1984. Expérience unique, il est aussi scénariste d'un film en 1949 (son deuxième en tant que réalisateur).

## Filmographie

### Comme acteur (sélection)

#### Au cinéma
- 1934 : Klein Dorrit de Carl Lamac
- 1935 : Ehestreik de Georg Jacoby
- 1936 : La Neuvième Symphonie (Schlußakkord) de Detlef Sierck
- 1936 : Du même titre (Das Hofkonzert) de Detlef Sierck
- 1937 : Die Göttiche Jette d'Erich Waschneck
- 1937 : Die ganz großen Torheiten de Carl Froelich
- 1937 : Spiel auf der Tenne de Georg Jacoby
- 1938 : Nanon d'Herbert Maisch
- 1938 : Sylvelin (Frau Sylvelin) d'Herbert Maisch
- 1939 : Das Ekel d'Hans Deppe
- 1939 : Une femme comme toi (Ein Frau wie Du) de Victor Tourjanski
- 1940 : Der Feuerteufel de Luis Trenker
- 1940 : Die Keusche Geliebte de Victor Tourjanski
- 1942 : Le Grand Roi (Der Große König) de Veit Harlan
- 1942 : Der Fall Rainer de Paul Verhoeven
- 1942 : La Ville dorée (Die Goldene Stadt) de Veit Harlan
- 1945 : Kolberg de Veit Harlan et Wolfgang Liebeneiner (+ assistant-réalisateur)
- 1947 : Wozzeck de Georg C. Klaren
- 1952 : Au revoir, mon amour (Bis wir uns wiedersehn) de Gustav Ucicky
- 1952 : Toute la ville tremble ou La trace conduit à Berlin (Die Spur führt nach Berlin) de František Čáp
- 1954 : Émile et les Détectives (film, 1954) (Emil und die Detektive) de Robert A. Stemmle
- 1954 : Esclaves pour Rio (de) (Mannequins für Rio) de Kurt Neumann
- 1955 : C'est arrivé le 20 juillet (Es geschah am 20. Juli) de Georg Wilhelm Pabst
- 1955 : Zwei blaue Augen de Gustav Ucicky
- 1955 : Gestatten, mein Name ist Cox (de) de Georg Jacoby
- 1958 : La Chatte d'Henri Decoin
- 1958 : Le ciel n'est pas à vendre d'Ernst Marischka
- 1958 : Le Temps d'aimer et le Temps de mourir (A Time to Love and a Time to Die) de Douglas Sirk
- 1958 : Romarei, das Mädchen mit den grünen Augen d'Harald Reinl
- 1959 : Dorothea Angermann de Robert Siodmak
- 1962 : Le Jour le plus long (The Longest Day) de Ken Annakin & al.
- 1966 : Duel à la vodka (Zwei Girls vom roten Stern) de Sammy Drechsel (en)
- 1966 : Le congrès s'amuse (Der Kongreß amüsiert sich) de Géza von Radványi
- 1969 : Michaël Kohlhaas, le rebelle (Michaël Kohlhaas, der rebell) de Volker Schlöndorff
- 1974 : Le Dossier Odessa (The Odessa File) de Ronald Neame
- 1986 : Bitte laßt die Blumen leben de Duccio Tessari

#### À la télévision
- 1976 : Série Inspecteur Derrick (Derrick), Saison 3, épisode 14 L'Homme de Portofino (Der Mann aus Portofino)
- 1989 : Feuilleton Les Grandes Familles d'Édouard Molinaro

### Comme réalisateur (intégrale)
(sauf mention contraire ou complémentaire)

#### Au cinéma
- 1943 : Le Lac aux chimères (en) (Immensee) de Veit Harlan (assistant-réalisateur, non crédité)
- 1949 : Tragödie einer Leidenschaft
- 1949 : Verspieltes Leben, avec Axel von Ambesser (+ acteur et scénariste)
- 1950 : Liebe aus Eis (+ acteur)
- 1951 : Amour démoniaque (+ acteur)
- 1953 : Die Todesarena
- 1956 : Das Sonntagskind, avec Heinz Rühmann, Werner Peters, Siegfried Lowitz
- 1957 : Vater sein dagegen sehr, avec Heinz Rühmann, Marianne Koch (+ acteur)
- 1957 : Drei Mann auf einem Pferd (en), avec Nadja Tiller (+ acteur)
- 1958 : Madeleine Tel. 13 62 11 (de), avec Eva Bartok
- 1959 : Cour martiale (Kriegsgericht), avec Karlheinz Böhm
- 1959 : Liebe verboten - Heiraten erlaubt (de)
- 1960 : La Main rouge (Die Rote Hand), avec Hannes Messemer, Eleonora Rossi Drago, Paul Hubschmid
- 1964 : Der Verschwender, avec Walther Reyer

#### À la télévision (téléfilms)
- 1963 : Liliom, avec Josef Meinrad
- 1965 : Requiem für eine Nonne, avec Paul Hartmann
- 1966 : Ein Bruderzwist in Habsburg
- 1966 : Der Tag des Zornes
- 1966 : König Ottokars Glück und Ende
- 1967 : Alle Reichtümer der Welt
- 1967 : Ostwind, avec Bernhard Wicki, Siegfried Lowitz
- 1968 : Haus Herzenstod, avec Siegfried Lowitz, Axel von Ambesser (+ acteur)
- 1984 : Zinsen des Ruhms
- 1989 : Les grandes Familles, avec Michel Piccoli et Roger Hanin, réalisation Edouard Molinaro